# Удивление

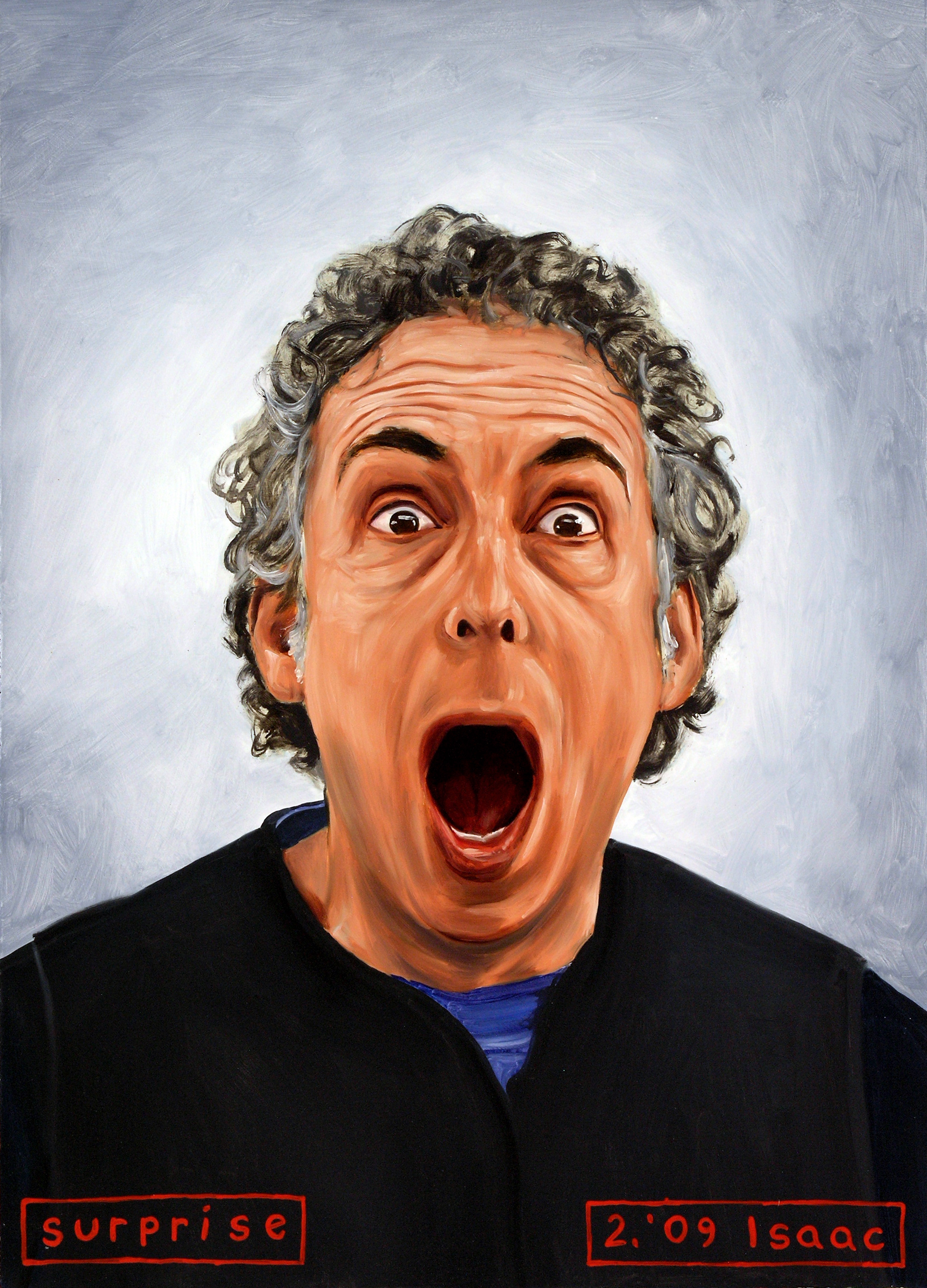
Эмоция удивления.

Удивле́ние — когнитивная эмоция, возникающая при неожиданной ситуации. Ответная реакция на отклонение от нормы. Удивление может иметь любую валентность, то есть оно может быть умеренным, приятным, неприятным, положительным или отрицательным. Удивление обладает разной степенью интенсивности: от очень высокой, которая может вызвать реакцию «бей или беги», до небольшой, которая вызывает менее интенсивную реакцию на раздражители.

## Концепция
Удивление тесно связано с идеей действовать в соответствии с набором правил. Когда правила реальности, порождающие события повседневной жизни, отделены от практических ожиданий, результатом становится неожиданность. Неожиданность представляет собой разницу между ожиданиями и реальностью. Этот разницу можно считать важным фундаментом, на котором базируются новые открытия, поскольку удивления могут заставить людей осознать собственное незнание. Признание незнания, в свою очередь, может означать окно в новые знания. 

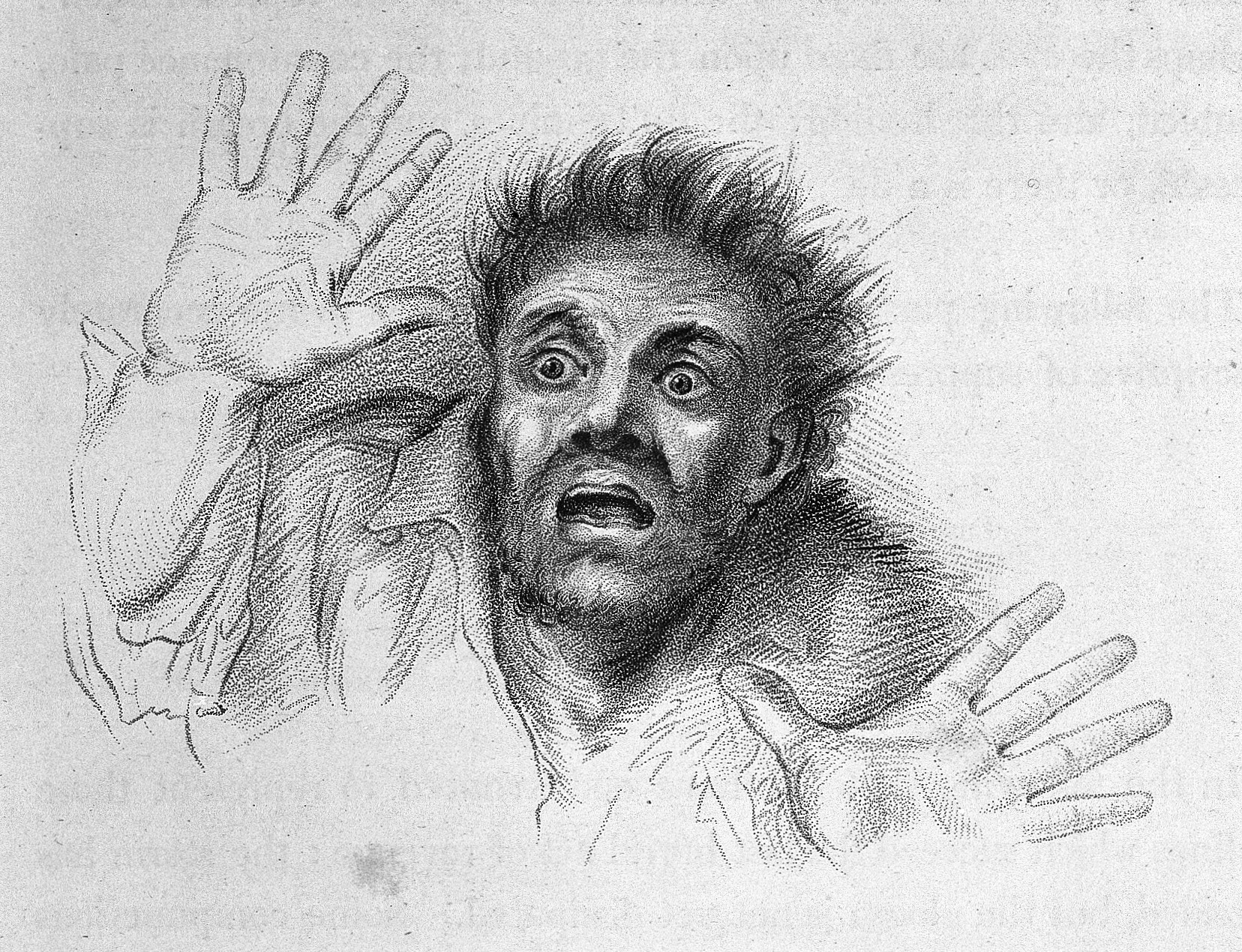
Выражение изумления.

Удивление может возникнуть и из-за нарушения ожиданий. В конкретном случае межличностного общения Теория нарушения ожидания (далее — ТНО) утверждает, что на ожидания человека влияют три фактора: переменные взаимодействующих субъектов, переменные среды и переменные, связанные с характером взаимодействия.
Удивление может возникнуть из-за нарушения как минимум одного из факторов:
- Взаимодействующие переменные включают в себя черты лиц, участвующих в общении, и в данном случае общение, приводящее к удивлению, включая: пол, социально-экономический статус, возраст, расу и внешний вид.[3]
- Переменные окружающей среды, которые влияют на сообщение удивления, включают: проксемику, хронемику и природу окружения взаимодействия.[3]
- Переменные взаимодействия, которые влияют на неожиданность, включают: социальные нормы, культурные нормы, физиологические влияния, биологические влияния и уникальные индивидуальные модели поведения.[3]

Удивление не всегда должно иметь отрицательную валентность. ТНО предполагает, что ожидание повлияет на результат общения в виде подтверждения, поведения в пределах ожидаемого диапазона или нарушения поведения вне ожидаемого диапазона. ТНО также постулирует, что позитивные взаимодействия повышают уровень привлекательности нарушителя ожиданий, тогда как негативные нарушения уменьшают влечение.  Положительные нарушения могут вызвать положительное удивление, например, вечеринку по случаю дня рождения, а отрицательные нарушения вызовут отрицательное удивление, например штраф за парковку. Положительные нарушения неожиданности могут повысить доверие, силу, привлекательность и убедительность, тогда как отрицательные нарушения внезапности могут снизить их.

## Невербальная реакция
Удивление на лице выражается следующими чертами:
- Брови приподняты, так что они становятся изогнутыми и высокими.
- Горизонтальные морщины на лбу.
- Открытые веки: верхнее веко приподнято, а нижнее веко опущено, часто обнажая белые склеры над и под радужной оболочкой.
- Мидриаз[5] или миоз зрачка.
- Опущенная челюсть так, что губы и зубы приоткрыты, без напряжения вокруг рта.

Спонтанное, непроизвольное удивление часто выражается всего на долю секунды. За ним сразу же могут последовать эмоции страха, радости или замешательства. Интенсивность удивления зависит от того, насколько, например, отвисает челюсть, но в некоторых случаях рот может вообще не открываться. Поднятие бровей, хотя бы на мгновение, является наиболее характерным и предсказуемым признаком удивления.
Несмотря на гипотезу мимической обратной связи (мимика необходима при переживании эмоций или является важным фактором, определяющим чувства), в случае удивления некоторые исследования показали отсутствие связи между отображением удивления на лице и реальным переживанием удивления. Это говорит о том, что есть вариации в выражении удивления. Было высказано предположение, что удивление - это термин, обозначающий как реакцию испуга, так и недоверие. Более поздние исследования показывают, что поднятие бровей вызывает недоумение, но не изумление.
Расширение и сужение зрачка могут определять степень неожиданности от действия к реакции человека. Положительное удивление проявляется в расширении зрачка, а отрицательное связано с сужением зрачка. Но более новые исследования показали, что от типа удивления состояние зрачка не зависит.
На невербальную реакцию на удивление также могут влиять интонации голоса, расстояние, время, окружающая среда, громкость, скорость, качество, высота тона, стиль речи и даже уровень зрительного контакта, установленного человеком, пытающимся вызвать удивление. Эти невербальные сигналы помогают определить, будет ли воспринимаемое удивление иметь положительный или отрицательный эффект и какая степень удивления будет у человека.

## Вербальная реакция
Лингвистика может сыграть роль в формулировании удивления. Теория ожидания языкаутверждает, что люди вырабатывают нормы и ожидания в отношении надлежащего использования языка в данной ситуации. Когда нормы или ожидания вербального языка нарушаются, может возникнуть удивление. Модель этой теории подтверждает, что ожидания могут быть нарушены словесно, и это нарушение может вызвать удивление. Ожидания от словесной речи, которые могут привести к удивлению, могут включать ругательства, крики, вопли и вздохи.
Вышеупомянутые ожидания вербального языка более тесно связаны с негативными ожиданиями удивления, но позитивное удивление также может происходить от вербального взаимодействия. Положительное нарушение ожиданий может включать в себя источник с низким уровнем достоверности, приводящий убедительный аргумент, который приводит к изменению убеждений или эмоций, тем самым повышая доверие к выступающим. Переход от источника с низким уровнем доверия к источнику с высоким уровнем доверия может вызвать у людей положительное удивление. Акт убеждения со стороны упомянутого говорящего также может вызвать положительное удивление, поскольку человек мог воспринять говорящего как имеющего слишком низкое доверие, чтобы вызвать изменение, и изменение убеждений или эмоций затем вызывает удивление.

## Физиологическая реакция
Физиологическая реакция удивления подпадает под категорию реакции испуга. Основная функция неожиданности или реакции испуга — прервать продолжающееся действие и переориентировать внимание на новое, возможно, важное событие, и на короткое время это вызывает напряжение в мышцах, особенно в мышцах шеи. Исследования показывают, что эта реакция происходит очень быстро: информация (в данном случае громкий шум) достигает Варолиева моста в течение 3–8 мс, а полный рефлекс испуга происходит менее чем за две десятых секунды.
Если реакция испуга вызвана внезапностью, тогда она вызовет реакцию «бей или беги», которая воспринимается как вредное событие, нападение или угроза выживанию, вызывающая выброс адреналина для прилива энергии как средство сбежать или драться. Эта реакция обычно имеет отрицательную валентность с точки зрения удивления.
У удивления есть одна основная оценка — оценка чего-то как нового и неожиданного, но новые оценки могут сместить переживание удивления в другое. Оценка события как нового предсказывает удивление, но оценка копинга предвидит реакцию вне удивления, такую как замешательство или интерес.

## Привыкание
По мере того, как люди привыкают к определенным типам неожиданностей, со временем их интенсивность снижается. Это не обязательно означает, что человек, например, не будет удивлен во время пугающей сцены в фильме ужасов, это означает, что человек может ожидать эту сцену из-за того, что он знаком с фильмами ужасов, что снижает уровень удивления. Модель ТНО поддерживает это утверждение, потому что по мере того, как люди привыкают к ситуации или общению, становится все менее и менее вероятным, что ситуация или общение вызовут нарушение ожидания, а без нарушения неожиданность не может произойти.